# Galeodes franki
Espèce
Synonymes
- Othoes franki Kraus, 1959

Galeodes franki est une espèce de solifuges de la famille des Galeodidae.

## Distribution
Cette espèce est endémique d'Iran. Elle se rencontre vers Ahwaz.

## Publication originale
- Kraus, 1959 :  Solifugen aus dem Iran (Arach.). Senckenbergiana Biologica, vol. 40, p. 93-98.